# 小行星46643
小行星46643（46643 Yanase）是一顆位在主小行星帶的小行星，於1995年5月23日由中村彰正在愛媛縣久萬町(現為久萬高原町)久萬高原天體觀測館發現，並於2003年獲得命名。
該小行星以日本動漫作品《麵包超人》的原作者柳瀨嵩命名。

## 關聯條目
- 小行星46737—以柳瀨嵩的作品《麵包超人》命名的小行星

## 外部連結
- JPL Small-Body Database Browser on 46643 Yanase （页面存档备份，存于）